# Dinantium
Das Dinantium, seltener auch nur Dinant (oder heute nicht mehr korrekt Dinant-Stufe) genannt, ist in der Erdgeschichte das untere regionale und supraregionale Subsystem (oder auch Serie, früher Stufe) des Karbon in Mittel- und Westeuropa und das Äquivalent des europäischen Unterkarbon. Es folgt auf die Oberdevon-Serie bzw. das Devon-System und wird vom regionalen und supraregionalen Silesium-Subsystem abgelöst. Die Untergrenze ist mit der Untergrenze des Mississippium-Subsystems und des Karbon-Systems identisch, die Obergrenze liegt aber innerhalb des Mississippium, das heißt, es kann, wie auch das europäische Unterkarbon nicht mit dem Mississippium gleichgesetzt werden. In absoluten Zahlen ausgedrückt reicht das Dinantium von etwa 359,2 Millionen Jahre bis 345,3 Millionen Jahren.

## Geschichte und Namensgebung
Das Dinantium wurde 1893 von Albert de Lapparent eingeführt, um den alten Begriff „terrains anthraxifères“ zu ersetzen, der früher für diesen Zeitabschnitt gebraucht worden war. Es ist nach der Gemeinde Dinant in der Provinz Namur in Wallonien, Belgien benannt. 1958 beschloss der 4. Karbonkongress in Heerlen (Niederlande) den Begriff im hierarchischen Rang eines Subsystems für das europäische Unterkarbon zu übernehmen. Im internationalen Gebrauch konnte sich der Begriff aber nicht durchsetzen. 2004 ratifizierte die International Union of Geological Sciences das Mississippium und Pennsylvanium als Subsysteme des Karbon. Seither wird das Dinantium nur noch auf regionaler bzw. supraregionaler Ebene benutzt. Einige Autoren raten jedoch vom weiteren Gebrauch des Begriffs Dinantium und auch Unterkarbon ab.

## Definition und Korrelation
Die Basis des Dinantium war in der Vergangenheit etwas umstritten. Von manchen Autoren wurde auch die regionale Stufe des Strunium mit in das Dinantium einbezogen. Das Strunium wird heute zum Oberdevon gestellt. Später wurde die Grenze auch an die Basis des Hastière-Kalkes gelegt, ursprünglich auch die Basis der regionalen Stufe (oder Unterstufe) des Hastarium. Auch hier stellten sich die basalen Teile des Hastière-Kalkes als devonisch heraus. Heute wird angenommen, dass die Basis des Dinantium mit der Untergrenze des Karbon korrespondiert, das heißt,  es ist mit dem Erstauftreten der Conodonten-Art Siphonodella sulcata definiert. Die Obergrenze und gleichzeitig die Untergrenze des Silesium ist das Erstauftreten der Ammonitenart Emstites leion (Bisat, 1930) (Definition des 4. Karbonkongresses, Heerlen, 1958).

## Untergliederung
Das supraregionale Subsystem Dinantium wird wiederum regional unterschiedlich in Serien, Stufen und Unterstufen unterteilt, wobei die hierarchischen Ränge oft sogar wechseln. In Deutschland wurde auf Vorschlag der Deutschen Subkommission für Karbon-Stratigraphie beschlossen, die globalen Stufen Tournaisium und Viséum auch als regionale Stufen zu übernehmen. Seltener werden auch die regionalen Stufen (oder Unterstufen)
- Aprathium
- Erdbachium
- Balvium

noch benutzt, die auf einen Vorschlag von Hermann Schmidt aus dem Jahr 1925 zurückgehen. Mit der Übernahme von Tournaisium und Viséum auch als regionale Stufen können die in Belgien und England verwendeten Stufen (oder Unterstufen) als Unterstufen benutzt werden.
In Belgien wurde das Dinantium ursprünglich in fünf Stufen unterteilt (von oben nach unten).
- Warnantium
- Livium
- Moliniacium
- Ivorium
- Hastarium

In England ist das Dinantium in die folgenden Stufen untergliedert:
- Brigantium
- Asbium
- Holkerium
- Arundium
- Chadium
- Courceyium

## Das Dinantium in Mitteleuropa
In Mitteleuropa ist das Dinantium überwiegend durch kalkige und sandig-tonige Ablagerungen („Kohlenkalk“- und „Kulm“-Fazies) charakterisiert. Im höheren Dinantium wurden vielerorts Turbidite abgelagert.